# Vieussan
Vieussan település Franciaországban, Hérault megyében. Lakosainak száma 268 fő (2022. január 1.). Vieussan Les Aires, Mons, Olargues, Roquebrun és Saint-Nazaire-de-Ladarez községekkel határos.

## Népesség
A település népessége az elmúlt években az alábbi módon változott:
| Lakosok száma | 234  | 257  | 256  | 257  | 259  | 260  | 266  | 269  | 270  | 268  |
|               | 1968 | 1982 | 1990 | 2006 | 2013 | 2015 | 2017 | 2019 | 2020 | 2022 |